# 市丸利之助
市丸利之助（いちまる りのすけ，1891年9月20日—1945年3月26日），大日本帝国海军军官和飞行员，是大日本帝国海军最早的飞行员之一。在二战时期，他指挥了多个参加瓜岛战役的航空单位。1944年8月赴任硫磺島接替因病回國的松永貞市中將成為第27航空戰隊司令官，1945年3月26日於硫磺島戰役中戰死，后被追升为海军中将。

## 早期生涯
- 1891年（明治24年）9月20日 - 出生于唐津市
- 1910年（明治43年）3月31日 - 唐津中学校第10期卒业，同年9月12日进入江田岛海军兵学校
- 1913年（大正2年）12月19日 - 以118名学生中排46名的成绩完成学业，之后相继于吾妻号装甲巡洋舰、金刚号巡洋战舰、出云号装甲巡洋舰上服役
- 1926年（大正15年） - 在试飞战斗机时发生坠落事故，股骨严重骨折，亦伤及颅骨和面部。术后休息3年时间方得以恢复，但是终生留下跛行的后遗症。在恢复期，他看书、画画、写诗，并在诗作上成名
- 1927年（昭和2年） - 在霞浦飞行学校担任教官。
- 1929年（昭和4年） - 调至横须贺工作，担任预科练（海军飞行预科练习生）设立委员长
- 1930年（昭和5年）12月1日 - 预科练初代部长
- 1933年（昭和8年）12月1日 - 佐世保海军航空队
- 1935年（昭和10年） - 加賀號航空母艦上舰

## 抗日战争与二战
- 1936年（昭和11年）10月 - 鎮海空司令，同年升任海军大佐
- 1937年（昭和12年）11月 - 横浜空司令
- 1938年（昭和13年）12月 - 调至横須賀鎮守府
- 1939年（昭和14年）4月 - 父島空司令
  - 11月 - 第13空司令，此后参与对中国的战争，指挥对武汉的空袭
- 1942年（昭和17年）5月 - 海軍少将
  - 8月 - 南西方面艦隊司令部付
  - 9月 - 第21航空戦隊司令官，参加所罗门战役。在这一战役中手下部队消耗严重
- 1943年（昭和18年）- 调回日本，
  - 11月 - 第13連合航空隊司令官
- 1944年（昭和19年）8月 - 第27航空戦隊司令官，在硫磺岛驻军
- 1945年（昭和20年）2月19日 - 美国海军陆战队在硫磺岛登陆
  - 3月17日 - 海军中将
  - 3月26日 - 参加对岛上美军最后的突击，推定战死

## 硫磺岛战役
1944年8月市丸利之助及其手下2,126名水手、飞行员和陆战队员被调到硫磺岛。在飞机全部被美军空袭炸毁后，他决定将手下人员交给栗林忠道指挥，但不同意其纵深防御的战术，而更倾向于在滩头上直接反击。虽然如此，他手下的人员仍然帮助陆军建造了135个碉堡。
1945年（昭和20年）2月19日美军开始登陆攻击硫磺岛时，市丸利之助指挥7,347名海军人员。3月17日他被认为战死因此晋升至中将，但其实当时尚未死亡，并于18日率领60人发动绝望的攻击。26日，在尝试离开一个用于隐蔽的洞时被美军机枪射击，战死。在他的身上发现了一封写给罗斯福总统的信，同时也在另一具尸体上发现了其英文翻译版本。
市丸利之助的军刀被美军拾获后于新泽西的古董店出售，后被买主还给市丸利之助的遗孀。她将其捐赠给唐津城博物馆，随后该刀被盗，但后又找回。